# Fussilat
Fussilat (arabisch فصلت Fuṣṣilat ‚Im Einzelnen dargelegt‘) ist die 41. Sure des Korans, sie enthält 54 Verse. Sie wird manchmal auch Ḥā-Mīm genannt, nach den zwei eröffnenden geheimnisvollen Buchstaben. Die Kommentatoren datieren die ganze Sure übereinstimmend in die dritte mekkanische Periode der koranischen Verkündigung (620–622). Ihr Titel bezieht sich auf den dritten Vers.
Die Sure nimmt in den Versen 1–8 und 30–36 Stellung gegen die Haltung der Ungläubigen, unter denen die ʿĀd und die Thamud besondere Erwähnung finden. Zudem preist sie die Allmacht Gottes (Verse 9–29 und 37–40), mit Bezug auf die Schöpfungsgeschichte, der auch als Hinweis auf die Prädestination verstanden wird. Sie bekräftigt die Wahrheit der koranischen Offenbarung (Verse 41–48) und beklagt abschließend die menschliche Undankbarkeit und Unbeständigkeit.
Vers 44 enthält einen Hinweis auf die Auseinandersetzung zwischen Arabern und Nichtarabern. Die Aussage des Verses geht dahin, dass die Ungläubigen an jeder Handlung des Propheten etwas auszusetzen haben.

„Hätten Wir ihn zu einem fremdsprachigen Koran gemacht, hätten sie gesagt: ‚Wären doch seine Zeichen im Einzelnen dargelegt worden! Wie, ein fremdsprachiger (Koran) und ein Araber!“

«وَمَنْ أَحْسَنُ قَوْلاً مِمَّنْ دَعَا إِلَی اللَّهِ وَعَمِلَ صَالِحاً وَقَالَ إِنَّنِي مِنَ الْمُسْلِمِينَ»

„Und wer spricht bessere Worte als der, der zu Gott ruft, Gutes tut und sagt: ‚Ich gehöre zu den Gottergebenen‘?“